# Tefroseris całolistny główkowaty
Tefroseris całolistny główkowaty, starzec główkowaty (Tephroseris integrifolia subsp. capitata (Wahlenb.) B.Nord.) – podgatunek rośliny z rodziny astrowatych. Występuje w górach południowej i środkowej Europy: Pirenejach, Alpach, Apeninach, Karpatach i na Półwyspie Bałkańskim. W Polsce podgatunek ten jest bardzo rzadki; rośnie tylko w Tatrach.

## Morfologia
ŁodygaBiało-wełnista, do 30 cm wysokości, rzadko do 50 cm. Łodyga nadziemna wyrasta z krótkiego kłącza.
LiścieBiało-wełniste, tęgie; liście dolne z bardzo krótkim ogonkiem, tworzące rozetę przyziemną.
KwiatyPomarańczowo-czerwone, zebrane w 3–4 kulistawe koszyczki na krótkich szypułach, te z kolei zebrane w baldachokształtną wierzchotkę. Kwiatów języczkowych najczęściej brak (rośliny z kwiatami języczkowymi opisywane są jako odmiana var. radiatus). Listki okrywy czerwone na brzegu. Zalążnia owłosiona.
OwoceOwłosione odstająco lub gładkie niełupki o długości 1,5–3 mm. Puch kielichowy w postaci miękkich włosków.

## Biologia i ekologia
Bylina, hemikryptofit. Kwitnie od lipca do sierpnia, czasem jeszcze w lipcu. 
Rośnie w murawach na skałach wapiennych w piętrze halnym i subalpejskim (piętro kosodrzewiny). Gatunek charakterystyczny nawapiennych muraw wysokogórskich piętra halnego z zespołu Festuco versicoloris-Seslerietum tatrae.

## Zagrożenia i ochrona
Takson umieszczony jest na polskiej czerwonej liście w kategorii VU (narażony).